# Gemmy
gemmy（ジェミー）は、ジェミー株式会社が運営するオーディション情報に特化したソーシャル・ネットワーキング・サービスである。

## 沿革
- 2011年7月11日 - プレオープン。一部サービスが開始される[2]。
- 2011年12月19日 - 正式オープン。オーディション応募や履歴書のサービスが開始。第一回gemmy限定オーディション開始。
- 2011年12月24日 - プロダクション・芸能事務所一覧ページが設置される[3]。

## 概要
- 2011年7月、ジェミー株式会社のWEBサービス運営のひとつとして一部サービスが開始された。芸能界のオーディション情報やプロダクション情報を紹介する芸能に特化したソーシャル・ネットワーキング・サービスである。
- 毎月7日から月末まで、gemmy限定オーディションが行われ、応募月の翌月7日に結果が通知される。応募形態は郵送応募・マイページで作成した履歴書応募の2つがある。
- 登録されているプロダクションに直接応募することもでき、こちらはアプローチと呼ばれる[4]。
- オーディション情報などのサービス以外にもユーザーやプロダクションが履歴書を閲覧した時につく、あしあと機能などがある[5]。

## 参加しているプロダクション・レコード会社・スクール
- 浅井企画
- アイドルジャパンレコード
- アップフロントワークス
- アールスタイル
- アールズモーションジャパン
- ヴィズミック
- ウイントアーツ
- avex group
- A.L.C.Atlantis
- エスター
- EMIミュージック・ジャパン
- オフィサーエージェント バロックワークス
- オフィスパレット
- Colorful
- カロスエンターテイメント
- キャスト・プラス
- キューブ
- キングレコード
- クィーンズアベニューα
- 劇団四季
- サンミュージックアカデミー
- シェリーズ・エンタテインメント
- ジェンコエージェンシー
- シャイニングウィル
- ジャスティスプロダクション
- ジャスモデルエージェンシー
- シュガーアンドスパイスジ
- ジュピター
- ジュネス
- SHREW
- Sweet Directtion
- スタジアムプロモーション
- スパイス
- ソニー・ミュージックアーティスツ
- ソニー・ミュージックエンタテインメント (日本)
- タンバリンアーティスツ
- テアトルアカデミー
- T'sナインハーフ
- デフィプロモーション
- 東宝芸能
- トップコート
- NASAエンターテインメント
- ニュースタイルプロダクション
- バークインスタイル
- Honey Bee Management Steezlab Music INC
- パワーギャングエンタテインメント
- P2Pエンターテインメント
- B-Box
- B-Box Actors School
- VIVIT
- ファンキー・ジャム
- フォスター
- プレステージ
- フレンズプロダクション
- ボックスコーポレーション
- ホリプロスポーツ文化部アナウンス室HAP
- ボン イマージュ
- ミリオンエンターテイメント
- ライムライト
- ラフェイス
- ラムズ
- ラムズ声優養成所
- Rinasce
- LIBERA
- レプロエンタテインメント